# Karol Polák
Karol Polák (Pozsony, 1934. szeptember 7. – Pozsony-Pozsonypüspöki, 2016. január 17.) szlovák sportkommentátor.

## Életútja
Apja az 1. ČsŠK Bratislava labdarúgója volt. Tizenévesen a ČH Bratislava korosztályos csapatának a kapusa, majd hat idényen át másodosztályú kosárlabdázó volt.
A Pozsonyi Színművészeti Főiskola Színházi Karán tanult, majd 34 évig dolgozott a Csehszlovák Televíziónál  sportkommentátorként. Tizenkét olimpián, kilenc labdarúgó-világbajnokságon, 26 illetve 30 műkorcsolya világ- és Európa-bajnokságon vett részt. Számos más sporteseményről, nemzetközi labdarúgó-mérkőzésről közvetített. Időnként moderált különféle társadalmi eseményeket is.
A Nemzet Emlékezetének Intézete (Ústav pamäti národa, ÚPN) szerint a Csehszlovák Állambiztonság (Štátna bezpečnosť, ŠtB) munkatársaként Eva és Šport fedőnevekkel tartotta nyilván.
2016. január 17-én vasárnap, Pozsonypüspökiben hunyt el 81 éves korában hosszú betegség után.

## Filmjei
- Ring voľný (1970, tv-film)
- Ženy v ofsajdu (1971)
- V každom počasí (1975)

## Díjai, elismerései
- Arany Krokodil televíziós-díj (televízne ocenenie Zlatý krokodýl) (1972)
- Csehszlovák televíziós-díj (1981)
- a Szlovák Olimpiai Bizottság díja
- Ivan Chodak Fair Play-díj

## Fordítás
Ez a szócikk részben vagy egészben  a   Karol Polák című szlovák Wikipédia-szócikk ezen változatának fordításán alapul.  Az eredeti cikk szerkesztőit annak laptörténete sorolja fel. Ez a jelzés csupán a megfogalmazás eredetét és a szerzői jogokat jelzi, nem szolgál a cikkben szereplő információk forrásmegjelöléseként.